# Arkys lancearius
Arkys lancearius es una especie de arañas araneomorfas de la familia Araneidae.

## Localización
Se encuentran distribuidas desde Nueva Guinea a Australia (Nueva Gales del Sur).